# Мезеберг (Альтмарк)
Мезеберг (нем. Meseberg) — община в Германии, в земле Саксония-Анхальт.
Входит в состав района Штендаль. Подчиняется управлению Остербург. Население составляет 356 человек (на 31 декабря 2006 года). Занимает площадь 10,96 км².